# Roberto Crivello
Roberto Crivello (* 14. September 1991 in Palermo) ist ein italienischer Fußballspieler. Der Abwehrspieler steht aktuell beim FC Palermo unter Vertrag.

## Karriere
Crivello entstammt der Jugend von Juventus Turin und wurde 2010 in den Profibereich übernommen. Direkt darauf folgte ein Leihgeschäft mit Carrarese Calcio, für die Crivello allerdings in der Hinrunde der Viertligasaison 2010/11 kein Spiel bestritt. Aufgrund dessen wurde die Leihe bereits im Dezember 2010 aufgelöst und Crivello ab Januar 2011 an Gela Calcio verliehen. Für Gela lief er in zwei Partien der Lega Pro Prima Divisione 2010/11 auf. Im Sommer 2011 wechselte Crivello zu San Marino Calcio. Für San Marino absolvierte er in zwei Spielzeiten 48 Ligapartien und stieg in seiner ersten Saison von der Lega Pro Seconda Divisione in die Lega Pro Prima Divisione auf.
Im Sommer 2013 schloss sich Crivello Frosinone Calcio an. In Frosinone wurde Crivello auf Anhieb zum Stammspieler und stieg am Ende der Saison 2013/14 mit den Canarini in die Serie B auf. Auch dort, während der Spielzeit 2014/15 gelang der Aufstieg, diesmal in die Serie A. Sein erstes Spiel in der höchsten Spielklasse absolvierte er am 23. August 2015 bei der 1:2-Niederlage gegen den FC Turin.
Zur Saison 2018/19 wechselte Crivello zum Zweitligisten Spezia Calcio. Zur Saison 2019/20 wechselte er zum Viertligisten SSD Palermo. Er absolvierte 22 Spiele und stieg mit dem Verein nach dem Saisonabbruch aufgrund der COVID-19-Pandemie in die Serie C auf. Zur Saison 2020/21 nannte sich der Verein in FC Palermo um.

## Erfolge
- Aufstieg in die Serie C: 2020
- Aufstieg in die Lega Pro Prima Divisione: 2011/12
- Aufstieg in die Serie B: 2013/14
- Aufstieg in die Serie A: 2014/15